# Xomacris riederi
Xomacris riederi är en insektsart som beskrevs av Christiane Amédégnato och Poulain 1986. Xomacris riederi ingår i släktet Xomacris och familjen Romaleidae. Inga underarter finns listade i Catalogue of Life.